# Солдатське (Херсонський район)
Солда́тське — село в Україні, у Чорнобаївській сільській громаді Херсонського району Херсонської області. Населення становить 139 осіб.

## Історія
Село Солдатське засноване у 1866 році[джерело?]. У 1887 році мешкало 57 чоловіків, 55 жінок, 21 двір.

### Російсько-українська війна (з 2014)
На початку березня 2022 року було окуповане рашистами.
28 серпня ОК «Південь» повідомило про нанесення 27 серпня українською авіацією удару у Солдатському по опорному пункті окупантів.
10 листопада 2022 року визволене в ході контрнаступу Збройних сил України в Херсонській області.

## Населення
Згідно з переписом УРСР 1989 року чисельність наявного населення села становила 155 осіб, з яких 75 чоловіків та 80 жінок.
За переписом населення України 2001 року в селі мешкало 139 осіб.

### Мовний склад
Рідна мова населення за даними перепису 2001 року:
| Мова       | Кількість | Відсоток |
| ---------- | --------- | -------- |
| українська | 129       | 92.81%   |
| російська  | 9         | 6.47%    |
| румунська  | 1         | 0.72%    |
| Усього     | 139       | 100%     |